# 33014 Kalinich
33014 Kalinich è un asteroide della fascia principale. Scoperto nel 1997, presenta un'orbita caratterizzata da un semiasse maggiore pari a 3,1427562 UA e da un'eccentricità di 0,0954740, inclinata di 2,46588° rispetto all'eclittica.